# 1211 w polityce

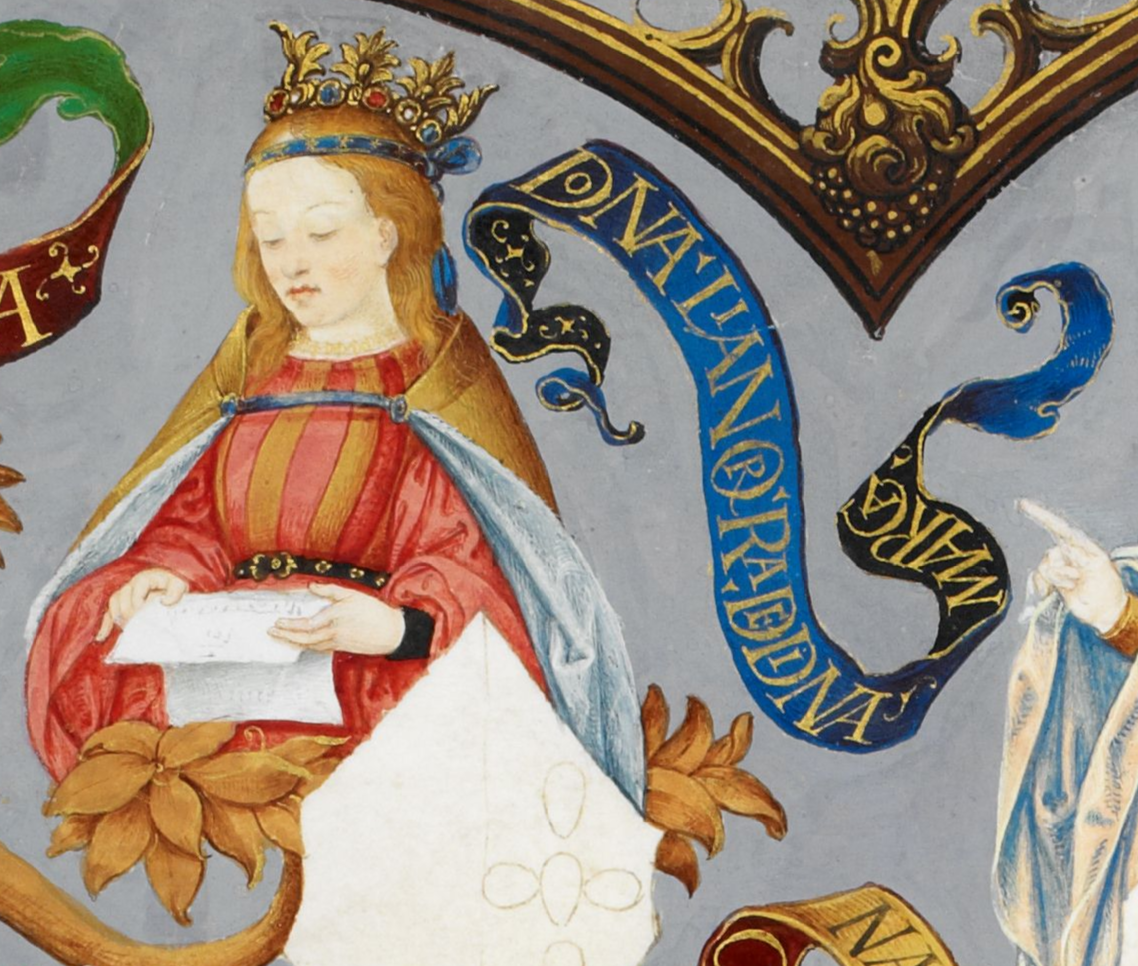
Eleonora portugalska, córka Alfonsa II

Wydarzenia polityczne w 1211 roku.

## Wydarzenia
- Książęta walijscy uznali zwierzchnictwo Jana bez Ziemi[1].
- Początek podboju Chin przez Mongołów[2][3][4].

## Urodzili się
- Eleonora portugalska, córka Alfonsa II, królowa duńska[5].
- (lub 1212[6]) Salomea, córka księcia krakowskiego Leszka Białego, błogosławiona Kościoła katolickiego[7].